# Propachyarthra convallata
Propachyarthra convallata är en fjärilsart som beskrevs av Edward Meyrick 1918. Propachyarthra convallata ingår i släktet Propachyarthra och familjen äkta malar. Inga underarter finns listade i Catalogue of Life.